# Seble Wongel
Seble Wongel (décédée le 4 décembre 1567) est impératrice d'Éthiopie par son mariage avec David II. Elle est connue comme une figure politique et militaire clé pendant la guerre adalo-éthiopienne, ainsi que les règnes de ses fils et petit-fils,.

## Nom
Seble Wongel est fréquemment confondue avec la noble du XXe siècle, Sabla Wangel Hailu. Pour différencier les deux femmes célèbres, les gens se réfèrent parfois à l'ancienne impératrice comme Seble Wongel Teleq (la grande) ou Kedamawit (la première), tandis que la figure moderne est désignée par les suffixes Hailu, dérivés du nom de son père, Hailu Tekle Haymanot, Dagmawit (la deuxième), ou Tinishi (la petite).

## Biographie
Seble Wongel est née de la noblesse juive de Semien et sa mère s'appelle Yodit qui signifie littéralement juive ou Judith. Les chroniques écrites au XVIe siècle impliquent qu'elle n'est ni membre de la noblesse traditionnelle ni aucun groupe intégré au royaume chrétien sous l'autorité de l'Empereur d'Éthiopie, ce qui signifie que son mariage est une alliance dynastique et politique majeure. Contrairement aux impératrices précédentes, Seble Wongel est la seule épouse, ce qui vaut à Lebna Dengel les éloges des écrivains chrétiens contemporains.
La tradition populaire, à partir du XVIIIe siècle, veut qu'elle soit originaire de Gojam, bien que cette association avec la région puisse provenir du fait qu'elle s'y est installée plus tard. Le disque du XXe siècle The Goggam Chronicle d'Aleqa Tekle Iyesus suggère que Seble Wongel est un descendant de Ğara Šum d'Enemay. Bien qu'il ne soit pas clair si Seble Wongel vienne réellement de Gojam, il est suggéré que ces affirmations ultérieures ne contredisent pas les chroniques du XVIe siècle qui enregistrent Seble Wongel comme venant d'un territoire extérieur au contrôle direct du royaume éthiopien, car Gojam jouit d'un degré élevé d'autonomie à l'époque.
La reine est décrite comme étant « très belle ».

### Guerre Adalo-Ethiopienne
Le règne de David II et de son successeur Gelawdewos est marqué par des guerres entre l'empire éthiopien et le sultanat musulman d'Adal. De 1529 à 1543, l'Adal balaye les terres éthiopiennes, conduisant presque à la destruction de l'État.
En 1539, la mère de Seble Wongel est tuée lorsque les Adal attaquent la région, et l'aîné des fils de Seble Wongel, Fiqtor, est tué au combat par les forces de Garad Uthman. La même année, un autre fils, Menas est capturé par l'Imam Ahmed. En 1542, les forces portugaises combattent et battent l'armée musulmane ottomane-adal à plusieurs reprises avant de subir une défaite contre l'armée beaucoup plus importante de l'imam Ahmad du sultanat d'Adal qui est soutenue par des milliers de mousquetaires ottomans. Après cette défaite, 120 soldats portugais fuient avec Seble Wongel dans la région du Tigré.
Gelawdewos quitte initialement Semien lors de la libération de shewa mais rejoint sa mère en octobre 1542. Il marche vers le Tigré et rassemble les 120 soldats portugais restants. À partir du 17 novembre 1542, les forces combinées abyssiniennes-portugaises de Gelawdewos battent les armées adalo-ottomanes à plusieurs reprises et tuent plusieurs dirigeants clés avant de finalement tuer l'imam Ahmed et par la suite mettre en déroute l'armée musulmane au Wayna Daga le 21 février 1543. Imam La femme d'Ahmed, Bati del Wambara, s'est échappée avec 40 soldats turcs et 300 cavaliers.
Le fils aîné de Bati del Wambara et de l'imam Ahmed est capturé à Wayna Daga, et Seble Wongel l'utilise pour troquer la vie de son fils Menas, qui est retenu captif par l'Adal pendant cinq ans. Grâce à son influence, ainsi qu'à celle de Bati del Wambara, un échange de prisonniers a lieu et Menas est renvoyé en Éthiopie.

### Règne de Ménas
Menas établit la base du royaume dans la région de Mengiste Semayat, et Seble Wongel partit avec lui en 1559. En 1563, Seble Wongel établit sa résidence officielle dans cette région à l'église de Kidane Mehret.

## Famille
- Époux : Lebna Dengel (1496—2 septembre 1540)
  - Fiqtor (mort en 1539) (capturé et tué par les forces de l'Imam Ahmad)
  - Yaqob (mort en 1558)
    - Fasilides
      - Susenyos I (1572—17 septembre 1632)

    - Lesana Krestos
      - Za Dengel (décédée le 24 octobre 1604)

  - Ménas (mort en 1563)
    - Sarsa Dengel (1550—4 octobre 1597)

  - Gelawdewos (vers 1521—23 mars 1559) (le cadet d'après Asma Giyorgis, 1987, p. 151)
  - Amata-Giyorgis
  - Sabana-Giyorgis
  - Welette-Qiddusan (non listée dans les archives)
  - Taodra, ou peut-être Théodora (non listée dans les archives)

## Dans la culture populaire
- Seble Wongel apparaît dans Age of Empires III: Definitive Edition, dans la bataille historique Christopher da Gama's Expedition basée sur la guerre Éthiopie-Adal, appelée à tort Sabla Wengel dans le jeu.